# Орсо Ипато
Орсо Ипато (на латински: Ursus Hypatus, на италиански: Orso Ipato; убит 737 г.) е третият дож на Венецианската република. Управлява от 726 до 737 г.

## Биография
Произлиза от Ераклеа от фамилията Орсеоло в областта Венеция.
След смъртта на Марчело Тегалиано той е избран за дож. През 728 г. лангобардите с крал Лиутпранд нахлуват във византийска територия, превземат Равена и изгонват екзарха Евтихий. Венецианската флота ги прогонва и го връща обратно. Орсо получава за награда от императора почетната титла ипат (ipato).
През 737 г. е набеден в заговор с лангобардите против Византия и убит. Синът му Теодато Ипато e изгонен от Венеция. Следващите пет години Венеция се управлява от Византия чрез един magister militum за по една година. През 742 г. синът на Орсо Ипато Теодато е избран за нов дож.